# Jordan Clark (Schauspielerin)
Jordan Clark (* 29. Dezember 1991 in Tottenham, Ontario) ist eine kanadische Schauspielerin, Tänzerin und Kontorsionistin.

## Leben
Clark begann ab 2010 durch Statistenrollen als Tänzerin in Disney-Channel-Filmen ihre Schauspielkarriere. Ab 2013 stellte sie die Rolle der Giselle bis 2019 in insgesamt 97 Episoden der Fernsehserie The Next Step dar. Von 2015 bis 2016 verkörperte sie dieselbe Rolle auch in der Fernsehserie Lost & Found Music Studios. Nach ihrem Serienausstieg bei The Next Step spielte sie bis 2020 in sechs Episoden der Fernsehserie What's Up North mit. Seit 2020 ist sie als Miss Allister in der Fernsehserie My Perfect Landing zu sehen.
Clark arbeitet hauptberuflich als Tänzerin, Choreographin und Kontorsionistin.

## Filmografie
- 2010: Harriet: Spionage aller Art (Harriet the Spy: Blog Wars) (Fernsehfilm)
- 2010: Camp Rock 2: The Final Jam (Fernsehfilm)
- 2012: Beste FReinde (Frenemies) (Fernsehfilm)
- 2012: Silent Hill: Revelation
- 2013–2019: The Next Step (Fernsehserie, 97 Episoden)
- 2015: Dancin': It's On!
- 2015–2016: Lost & Found Music Studios (Fernsehserie, 10 Episoden)
- 2019: Private Eyes (Fernsehserie, Episode 3x07)
- 2019–2020: What's Up North (Fernsehserie, 6 Episoden)
- 2020: Pieces (Kurzfilm)
- seit 2020: My Perfect Landing (Fernsehserie)